# أسوشيتد برس
أسوشيتد برس (بالإنجليزية: Associated Press)‏، وإختصارًا (AP)، وكالة أنباء أمريكية غير ربحية تأسست في مايو 1848، اجتمع مسؤولون من 6 صحف من مدينة نيويورك للبحث في التكلفة العالية لجمع الاخبار واتفقوا على تأسيس وكالة لجمع الأخبار واشتركوا في ملكيتها وأسموها أسوشيتد برس (Associated Press)، والتي توزع الأخبار لـ 155 صحيفة. وتعمل كجمعية تعاونية غير مدمجة، وتنتج تقارير إخبارية يتم توزيعها على أعضائها والصحف اليومية الأمريكية الكبرى ومحطات الإذاعة والتلفزيون. منذ إنشاء الجائزة عام 1917، حصلت وكالة أسوشيتد برس على 59 جائزة بوليتزر، بما في ذلك 36 جائزة للتصوير الفوتوغرافي. تشتهر وكالة أسوشيتد برس أيضًا بدليلها الواسع الاستخدام AP Stylebook، واستطلاعات الرأي التي تجريها والتي تتعقب رياضات الرابطة الوطنية لألعاب القوى الجامعية، ورعاية الجوائز السنوية للرابطة الوطنية لكرة القدم، واستطلاعات الرأي ونتائج الانتخابات الأمريكية.
ولكي يكون لديهم مصادر إخبارية في أوروبا أنشأوا نقطة وصل بين أوروبا وأميركا في منطقة هاليفاكس. في 1870 قامت أوروبا بمد سلك عبر المحيط الأطلسي لتبادل الأخبار وتقليل الوقت. حاليًا تذيع أسوشيتد برس أخبارها إلى ما يقارب 8,500 مشترك بـ 6 لغات. كذلك تصدرأسوشيتد برس صفحة بالتعاون مع داو جونز (سوق الأسهم الأميركية) متخصصة في الأخبار الاقتصادية وأسواق المال، تُوزَّع لنوع معين من المشتركين في 43 دولة حول العالم.
تعتبر وكالة أسوشيتد برس أول وكالة تهتم بخدمة الأخبار الرياضية كذلك تبث ما يقارب 9,000 كلمة في الدقيقة الواحدة. في عام 1941 أصبح بث الأخبار بالراديو جزءاً من خدمة أسوشيتد برس فأصبحت رائدة في مجال البث الإذاعي. وهي تُعتبَرأول مؤسسة إخبارية تعمل على مدار الساعة. أصبحت أسوشيتد برس منافسًا لرويترز في مجال البث التلفزيوني فهي تجمع الأخبار من 70 مكتبًا حول العالم؛ وتقدم خدماتها إلى 300 مؤسسة إعلامية مثل (CBS - CNN - NBC - ABC).
ونظرًا للتغير الدائب الذي يعتري صناعة الصحافة والإذاعة والتلفزيون، استطاعت أسوشيتد برس أن تستمر في احتلال مركز الصدارة بفضل التطورات الجديدة في عالم التكنولوجيا وإدارة الأعمال التي أدخلتها على خدماتها.
بدأت الوكالة بتوزيع الصور لاسلكياً عام 1946 بعد أن كانت هذهِ الصور تستغرق أياماً لكَي تصل للمشتركين.
تتعقب وكالة أسوشيتد برس فرز الأصوات في الانتخابات الأمريكية منذ عام 1848، بما في ذلك السباقات الوطنية والولائية والمحلية وصولاً إلى المستوى التشريعي في جميع الولايات الخمسين، إلى جانب إجراءات الاقتراع الرئيسية تجمع الوكالة وتتحقق من العائدات في كل مقاطعة وأبرشية ومدينة وبلدة في جميع أنحاء الولايات المتحدة وتعلن الفائزين في أكثر من 5000 مسابقة.
بحلول عام 2016، تم نشر الأخبار التي جمعتها وكالة أسوشيتد برس وإعادة نشرها من قبل أكثر من 1300 صحيفة ومذيع. تدير الوكالة 248 مكتبًا إخباريًا في 99 دولة. كما تقوم بتشغيل شبكة راديو أسوشيتد برس التي توفر نشرات الأخبار مرتين في الساعة للبث ومحطات الإذاعة والتلفزيون الفضائية. تشترك العديد من الصحف والمذيعين خارج الولايات المتحدة في الوكالة، ويدفعون رسومًا لاستخدام موادها دون أن يكونوا أعضاء مساهمين فيها. كجزء من اتفاقهم التعاوني مع وكالة الأسوشيتد برس تمنح معظم المؤسسات الإخبارية الأعضاء إذنًا تلقائيًا لوكالة الأسوشيتد برس لتوزيع تقارير الأخبار المحلية الخاصة بهم.
استخدمت وكالة أسوشيتد برس بشكل تقليدي صيغة «الهرم المقلوب» للكتابة وهي طريقة تمكّن وسائل الإعلام من تحرير قصة لتناسب منطقة النشر المتاحة دون فقدان أساسيات القصة، على الرغم من أن رئيس أسوشيتد برس آنذاك توم كيرلي وصف هذه الممارسة بأنها «ميتة».

## التاريخ

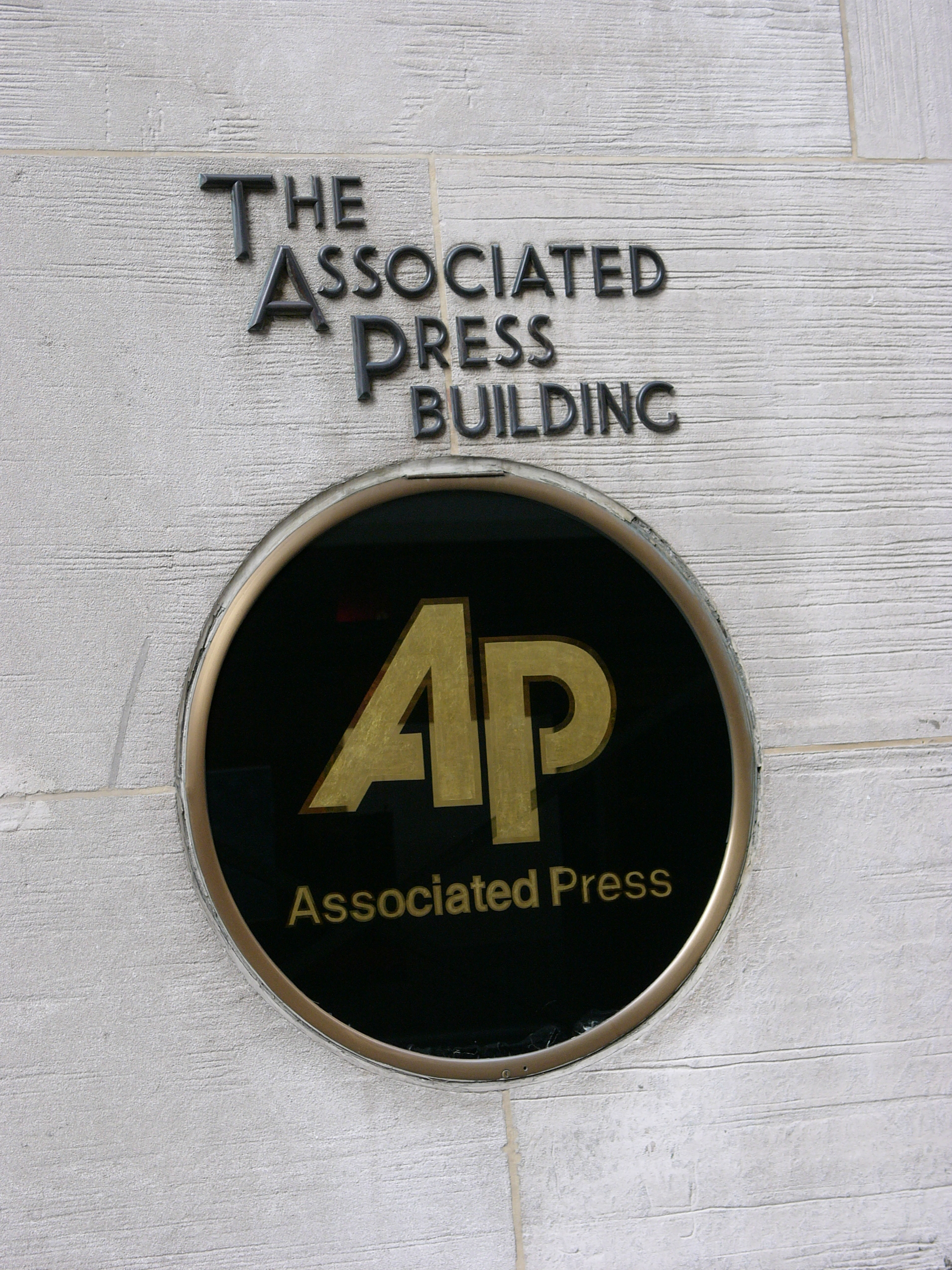
شعار على مبنى أسوشيتد برس السابق في مدينة نيويورك

تأسست وكالة أسوشيتد برس في مايو 1846  من قبل خمس صحف يومية في مدينة نيويورك لتقاسم تكلفة نقل أخبار الحرب المكسيكية الأمريكية، وقام موسى ييل بيتش (1800-1868) بتنظيم المشروع، وهوالناشر الثاني لصحيفة ذا صن، وقد انضم إليه كل من نيويورك هيرالد و نيويورك كورير آند إنكويريرومجلة التجارة ونيويورك إيفنينج إكسبريس.
يعتقد بعض المؤرخين  أن صحيفة نيويورك تريبيون انضمت في ذلك الوقت. تظهر الوثائق أنها كانت عضوا في عام 184، أصبحت نيويورك تايمز عضوًا بعد وقت قصير من تأسيسها في سبتمبر 1851. وقد واجهت المنظمة التي كانت تُعرف في البداية باسم نيويورك أسوشيتد برس (NYAP)، منافسة من ويسترن أسوشيتد برس (1862)، التي انتقدت ممارساتها الاحتكارية في جمع الأخبار وتحديد الأسعار، وقد كشف تحقيق اكتمل في عام 1892 من قبل فيكتور لوسون، محرر وناشر شيكاغو ديلي نيوز، أن العديد من مديري نيويورك أسوشيتد برس قد دخلوا في اتفاقية سرية مع يونايتد برس وهي منظمة منافسة لمشاركة أخبار وأرباح نيويورك أسوشيتد برس وإعادة بيعها. أدت الاكتشافات إلى زوال نيويورك أسوشيتد برس وفي ديسمبر 1892 حيث دُمِجَت ويسترن أسوشيتد برس في إلينوي باسم أسوشيتد برس. وصدر قرار من المحكمة العليا في إلينوي عام 1900 بأن وكالة الأسوشيتد برس كانت مرفقًا عامًا وتعمل في تقييد التجارة نتج عنها انتقال أسوشيتد برس من شيكاغو إلى مدينة نيويورك حيث كانت قوانين الشركات أكثر ملاءمة للتعاونيات.
عندما تأسست أسوشيتد برس أصبحت الأخبار سلعة قابلة للبيع، وقد سمح اختراع المطبعة الدوارة لنيويورك تريبيون في سبعينيات القرن التاسع عشر بطباعة 18000 ورقة في الساعة. وخلال الحرب الأهلية والحرب الإسبانية الأمريكية كان هناك حافز جديد لطباعة تقارير حية في الموقع. حيث شغل ملفيل ستون الذي أسس شيكاغو ديلي نيوز في عام 1875 منصب المدير العام لوكالة أسوشيتد برس من 1893 إلى 1921، وقد نمت التعاونية بسرعة تحت قيادة كينت كوبر (خدم في الفترة من 1925 إلى 1948) الذي أسس طاقم مكتب في أمريكا الجنوبية وأوروبا (بعد الحرب العالمية الثانية) والشرق الأوسط. أدخل «آلة كاتبة التلغراف» أو آلة الطباعة عن بعد في غرف التحرير في عام 1914. وفي عام 1935 أطلقت أسوشيتد برس شبكة وايرفوتو والتي سمحت بنقل الصور الإخبارية عبر خطوط الهاتف الخاصة المؤجرة في يوم التقاطها. أعطى هذا أسوشيتد برس ميزة كبيرة على وسائل الإعلام الإخبارية الأخرى. في حين أن الشبكة الأولى كانت فقط بين نيويورك وشيكاغو وسان فرانسيسكو، كان لدى أسوشيتد برس شبكتها الخاصة في نهاية المطاف عبر الولايات المتحدة بأكملها.
في عام 1945 حكمت المحكمة العليا للولايات المتحدة في قضية أسوشيتد برس ضد الولايات المتحدة أن وكالة الأسوشيتد برس كانت تنتهك قانون شيرمان لمكافحة الاحتكار من خلال منع الصحف الأعضاء من بيع أو تقديم الأخبار إلى المنظمات غير الأعضاء وكذلك جعل من الصعب جدًا على الصحف غير الأعضاء الانضمام إلى وكالة الأسوشيتد برس. وقد سهّل القرار نمو منافستها الرئيسية يونايتد برس إنترناشيونال، برئاسة هيو بيلي من عام 1935 إلى عام 1955.
دخلت أسوشيتد برس مجال البث في عام 1941 عندما بدأت في توزيع الأخبار على المحطات الإذاعية. أنشأت شبكتها الإذاعية الخاصة في عام 197، وفي عام 1994 أنشأت وكالة APTV، وهي وكالة عالمية لجمع أخبار الفيديو اندمجت APTV مع World Wide Television News في عام 1998 لتشكيل APTN التي توفر الفيديو للمذيعين والمواقع الدولية. في عام 2004 نقلت أسوشيتد برس مقرها العالمي من منزلها القديم إلى مبنى ضخم في 450 West 33rd Street في مانهاتن - والذي يضم أيضًا نيويورك ديلي نيوزواستوديوهات محطة التلفزيون العامة في نيويورك، WNET. في عام 2019 كان لدى AP أكثر من 240 مكتبًا على مستوى العالم. مهمتها - «جمع تقرير دقيق ونزيه عن الأخبار باقتصاد وكفاءة» - لم تتغير منذ تأسيسها لكن التكنولوجيا الرقمية جعلت توزيع تقرير أخبار أسوشيتد برس مسعى تفاعليًا بين وكالة أسوشيتد برس وأعضاء صحيفة الولايات المتحدة البالغ عددهم 1400 بالإضافة إلى المذيعين والمشتركين الدوليين والعملاء عبر الإنترنت.
بدأت وكالة أسوشيتد برس في تنويع قدراتها في جمع الأخبار وبحلول عام 2007 كانت تولد حوالي 30 ٪ فقط من إيراداتها من الصحف الأمريكية. وجاء 37٪ من عملاء البث العالمي و15٪ من المشاريع عبر الإنترنت و18٪ من الصحف العالمية ومن التصوير الفوتوغرافي.

### موارد الويب
نتج عن هيكل الوكالة متعدد الموضوعات ظهور بوابات ويب مثل ياهو! وإم إس إن تنشر مقالاتها وتعتمد في كثير من الأحيان على وكالة الأسوشيتد برس كمصدر أول للتغطية الإخبارية للأخبار العاجلة وكان لهذا التحديث المستمر للقصص المتطورة تأثير كبير على الصورة العامة لوكالة أسوشييتد برس ودورها، مما يمنح مصداقية جديدة لمهمة أسوشييتد برس المستمرة المتمثلة في وجود موظفين لتغطية كل مجال من مجالات الأخبار بشكل كامل وسريع،  في عام 2007 أعلنت جوجل أنها كانت تدفع لتلقي محتوى أسوشيتد برس ليتم عرضه في أخبار جوجل،  على الرغم من توقف هذا من أواخر عام 2009 إلى منتصف عام 2010 بسبب نزاع على الترخيص.
كشفت دراسة أجرتها نيوز ويب في عام 2017 أن محتوى أسوشيتد برس كان أكثر تفاعلًا مع فيسبوك من محتوى أي ناشر فردي باللغة الإنجليزية.

## استطلاعات الرأي الانتخابية
تعد أسوشيتد برس المنظمة الوحيدة التي تجمع وتتحقق من نتائج الانتخابات في كل مدينة ومقاطعة في جميع أنحاء الولايات المتحدة، بما في ذلك السباقات الخاصة برئيس الولايات المتحدة ومجلس الشيوخ ومجلس النواب والحاكم بالإضافة إلى المكاتب الأخرى على مستوى الولاية.  تعتمد المنافذ الإخبارية الرئيسية على بيانات الاستطلاع والنتائج التي قدمتها وكالة أسوشيتد برس قبل إعلان الفائز في السباقات السياسية الكبرى، وخاصة الانتخابات الرئاسية. اعتمدت وكالة الأسوشيتد برس في إعلان الفائزين، على شبكة قوية من المراسلين المحليين الذين لديهم معرفة مباشرة بالمناطق المعينة والذين لديهم أيضًا علاقات طويلة الأمد مع كتبة المقاطعة بالإضافة إلى المسؤولين المحليين الآخرين. علاوة على ذلك، تراقب أسوشيتد برس وتجمع البيانات من مواقع المقاطعات والموجزات الإلكترونية التي تقدمها الدول. يتحقق فريق البحث كذلك من النتائج من خلال النظر في التركيبة السكانية، وكمية الاقتراع الغيابي، والقضايا السياسية الأخرى التي قد يكون لها تأثير على النتائج النهائية. في عام 2018، قدمت أسوشيتد برس نظامًا جديدًا يسمى VoteCast ، والذي تم تطويره بالاشتراك مع NORC في جامعة شيكاغو من أجل زيادة تحسين موثوقية بياناتها والتغلب على التحيزات في مسح اقتراع الناخبين.
عُرفت المنظمة بالنزاهة والدقة، فقد قامت بجمع ونشر بيانات الانتخابات الرئاسية منذ عام 1848. خلال انتخابات عام 2016، كانت وكالة أسوشيتد برس دقيقة بنسبة 100 ٪ في استدعاء الرئيس وسباقات الكونغرس في كل ولاية. بعد إعلان فوز جو بايدن في الانتخابات الرئاسية الأمريكية لعام 2020 في 7 نوفمبر 2020، خضعت المنظمة ومنهجيتها للتدقيق الدقيق، حيث رفض الرئيس دونالد ترامب التنازل وادعى أن الانتخابات «مزورة». بالإضافة إلى وكالة أسوشيتد برس، تمت الدعوة لانتخاب بايدن من قبل جميع المنافذ الإخبارية الرئيسية، بما في ذلك سي إن إن، ونيويورك تايمز، وذا وول ستريت، وأي بي سي، وإن بي سي، وسي بي اس، وفوكس نيوز، والتي اعتمد العديد منها على موارد بحث واستطلاعات إضافية لتأكيد فوز بايدن. في ظل عدم وجود دليل على انتشار تزوير التصويت، وُصفت اتهامات ترامب بأنها «لا أساس لها» بينما زعم المسؤولون الحكوميون أن انتخابات 2020 كانت «الأكثر أمانًا في التاريخ الأمريكي». خلال الانتخابات الرئاسية لعام 2016، عندما أعلنت وكالة أسوشيتد برس فوز ترامب على هيلاري كلينتون في الساعة 2:29 صباحًا يوم الأربعاء 9 نوفمبر، لم يطعن ترامب في النتائج وألقى خطاب النصر في الساعة 2:50 صباحًا في نفس الليلة.

## استطلاعات الرأي الرياضية
تجري أسوشيتد برس استطلاعات الرأي للعديد من الرياضات في الجامعات في الولايات المتحدة. في عام 1936، تم إنشاء تصنيفات كرة القدم لكلية أسوشيتد برس، وفي عام 1989 بدأت في تضمين أفضل 25 فريقًا، ومنذ عام 1969، تم إصدار الاستطلاع النهائي لكل موسم بعد جميع المباريات التي تم لعبها. في عام 2016 أصدرت وكالة أسوشيتد برس قائمة أفضل 25 على الإطلاق. تم استخدام استطلاع كرة السلة التابع لكلية أسوشيتد برس كدليل للفرق التي تستحق الاهتمام الوطني. بدأ الاستطلاع لأول مرة باستطلاع عن فرق كرة السلة الجامعية في عام 1949، ومنذ ذلك الحين تم إجراء أكثر من 1100 استفتاء. في عام 2017، أصدرت أسوشيتد برس قائمة بأفضل 100 فريق على الإطلاق.

## أخبار تلفزيون أسوشيتد برس

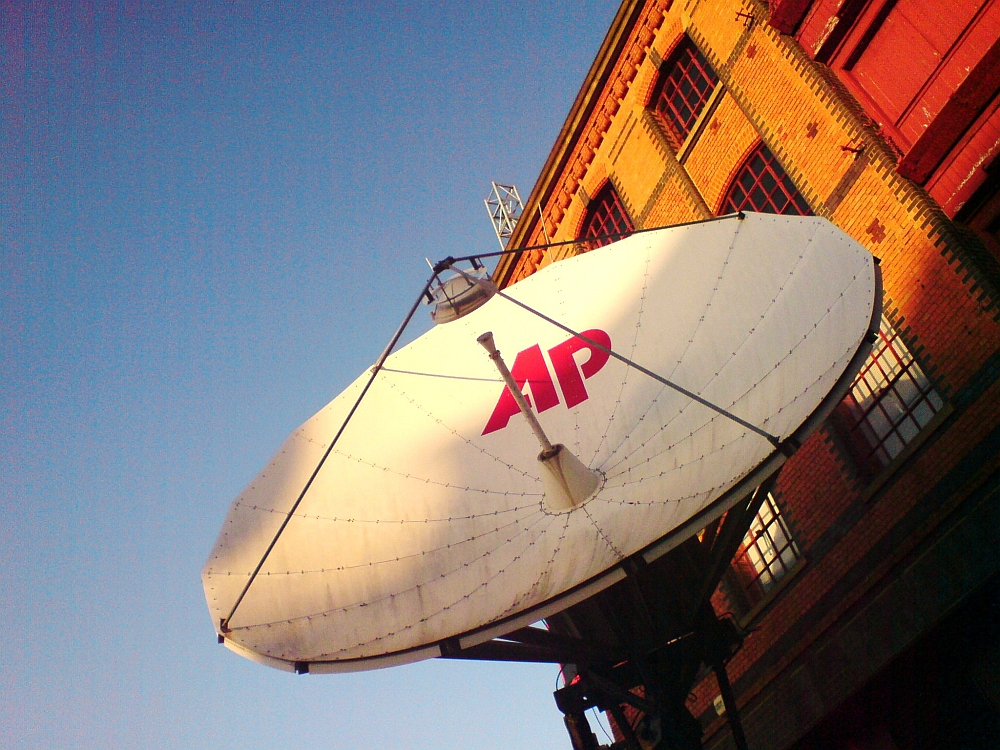
المقر الرئيسي لتلفزيون أسوشيتد برس في لندن

في عام 1994، أُسِّس تلفزيون أسوشيتد برس بلندن (APTV) لتوفير المواد الإخبارية للوكالات للمذيعين التلفزيونيين. في عام 1998، اشترت أسوشيتد برسوشيتد برس قناة Worldwide Television News (WTN) من قسم إيه بي سي نيوزالتابع لشركة والت ديزني وناين نتورك وآي تي إن. تنشر أسوشيتد برس 70,000 مقطع فيديو و6,000 ساعة من الفيديو المباشر سنويًا، اعتبارًا من 2016. توفر الوكالة أيضًا أربع قنوات فيديو حية متزامنة. كانت أسوشيتد برس هي أول وكالة أنباء أطلقت خدمة إخبارية بالفيديو المباشر في عام 2003.

## جوائز أسوشيتد برس الرياضية
البيسبول
بدأت وكالة أسوشيتد برس جائزة أفضل مديردوري للبيسبول في عام 1959 لمدراء الدوري. ومن 1984 إلى 2000 مُنحت الجائزة لمدير واحد في دوري كُرة القاعدة الرئيسي. تم اختيار الفائزين من قبل لجنة وطنية من كتاب البيسبول في أسوشيتد برس والراديو. تم إيقاف الجائزة في عام 2001.
كرة السلة
في كل عام، تصدر أسوشيتد برس أسماء الفائزين بجوائز أفضل لاعب في كرة السلة في كلية أسوشيتد برس وجائزة مدرب كرة السلة للعام كلية أسوشيتد برس. كما يكرم مجموعة من جميع اللاعبين الأمريكيين.
كرة القدم
- AP NFL مدرب العام.
- AP NFL اللاعب الأكثر قيمة.
- AP NFL لاعب العام الهجومية.
- لاعب العام الدفاعي AP NFL.
- AP NFL الهجومية / الدفاعية للمبتدئين لهذا العام.
- AP NFL لاعب العام في العودة.

## الجوائز

### جائزة بوليتزر
حصلت أسوشيتد برس على 54 جائزة بوليتز، بما في ذلك 32 للتصوير الفوتوغرافي، منذ أن تأسست الجائزة عام 1917. في مايو 2020، تم تكريم دار ياسين ومختار خان وتشاني أناند
من وكالة الأسوشيتد برس بجائزة بوليتزر للتصوير الفوتوغرافي الطويل لعام 2020. تسبب الاختيار في جدل لأنه اعتبره البعض على أنه يشكك في «شرعية الهند على كشمير» لأنها استخدمت كلمة «الاستقلال» فيما يتعلق بإلغاء المادة 370.

### جائزة الجمعية الملكية للتلفزيون
فازت وكالة أسوشيتد برس الأمريكية مناصفة مع شبكة سكاي البريطانية بجائزة الجمعية الملكية للتلفزيون 2020 عن بثها المباشرالذي تم في قاع المحيط الهندي قرب سواحل جزيرة سيشل عام 2019.
حيث سمحت التكنولوجيا البصرية المتطورة لأسوشيتد برس بإرسال لقطات حية لمهمة علمية في أعماق البحارعبرالأمواج بدون كابلات إلى مئات المذيعين والناشرين الرقميين في جميع أنحاء العالم، وتمكنت مهمة نيكتون الاستكشافية البريطانية من الغوص على عمق 300 متر، وهو عمق غيرمسبوق بقاع المحيط، في مارس 2019.
وأمكن الغوص الناجح لسفينة المهمة من بث أول إرسال لاسلكي مباشر من منطقة الضوء الأزرق للطيف الكهرومغناطيسي على عمق 200 متر دون الحاجة للألياف البصرية، حيث تم تصميم هذه التقنية بواسطة متخصص الاتصالات تحت سطح البحر شركة Sonar dyne، مع النقل عبر الأقمار الصناعية من شركة إنمارسات.
وتخلل البث خطاب خاص من رئيس سيشل داني فوري مطالبًأ فيه بحماية قاع المحيط االهندي الذي وصفه بالقلب النابض لكوكب الأرض. حيث قال «هذه القضية أكبر منا جميعًا، ولا يمكننا انتظار الجيل القادم لحلها»، «تنفد أعذارنا لعدم اتخاذ إجراء، وينفد الوقت».
ويعد خطاب الرئيس هو الأول على الإطلاق الذي يبث من غواصة تحت الماء.

### جائزة إيمي للتكنولوجيا والهندسة
فازت وكالة أسوشيتد برس بجائزة إيمي للتكنولوجيا والهندسة 2020 التي تمنحها أكاديمية فنون وعلوم التلفزيون الأمريكية (NATAS)، في فئة نظام كمبيوترغرفة الأخبارعن نظام إنتاج غرف الأخبار ENPS الرائد في هذا المجال.[بحاجة لمصدر]
تستخدم أسوشيتد برس، نظام إنتاج الأخبار الرائد في العالم، أكثر من 60 ألف صحفي في أكثرمن 700 غرفة تحريرفي أكثر من 50 دولة.
قال بريان هوبمان، نائب الرئيس والمدير العام لـ ENPS: «لدى فريقنا شغف لمساعدة العملاء على تسخير التكنولوجيا لإنشاء برامج إخبارية بسلاسة لجمهورهم». «نظرًا لتحول الأعمال الإخبارية من خلال التطورات الرقمية، فإننا نعيد ابتكار تقنيات غرفة الأخبار لدعم نمو عملائنا.»
حصلت أسوشيتد برس على جائزة إيمي للتكنولوجيا والهندسة في عام 2016 لمساهماتها في Media Object Server Group ، والتي كانت ENPS عضوًا مؤسسًا فيها.

## الإدارة
يدير وكالة أسوشيتد برس مجلس إدارة منتخب،  ومنذ أبريل 2017 رئيس مجلس الإدارة هو ستيفن شوارتز الرئيس والمدير التنفيذي لشركة شركة هيرست.
| مجلس الإدارة           | مجلس الإدارة                           |
| ---------------------- | -------------------------------------- |
| ستيفن ر. شوارتز (رئيس) | شركة هيرست                             |
| دونا جيه باريت         | Community Newspaper Holdings، Inc.     |
| ريتشارد أ بوين         | شركة EW Scripps                        |
| إليزابيث برينر         | ميلووكي جورنال الحارس                  |
| إليزابيث برينر         | جورنال كوميونيكيشنز، Inc.              |
| روبرت براون            | سويفت للاتصالات                        |
| وليام ستايسي كاولز     | مراجعة المتحدث الرسمي                  |
| وليام ستايسي كاولز     | شركة كاولز للنشر                       |
| كيرك ديفيس             | جيتهاوس ميديا، ذ                       |
| كيرك ديفيس             | مجموعة نيو ميديا للاستثمار             |
| مايكل جولدن            | شركة نيويورك تايمز                     |
| بيل هوفمان             | مجموعة كوكس ميديا                      |
| روب كينج               | ESPN                                   |
| تيري جيه كروجر         | مجموعة بي إتش ميديا                    |
| تيري جيه كروجر         | أوماها وورلد هيرالد                    |
| إسحاق لي               | شركة Univision Communications، Inc.    |
| إسحاق لي               | مجموعة فيوجن ميديا                     |
| روبن ماكيني مارتن      | سانتا في المكسيكية الجديدة وأخبار تاوس |
| جراسيا سي مارتور       | شركة جانيت                             |
| جيم م.موروني الثالث    | شركة آه بيلو                           |
| وليام أو. نوتينغ       | The Ogden Newspapers Inc.              |
| ديفيد ام باكستون       | مجموعة باكستون ميديا                   |
| باتريك ج تالامانتس     | شركة ماكلاتشي                          |
| بول سي تاش             | شركة تايمز للنشر                       |

## انظر أيضًأ
- وكالة فرانس برس
- وكالة اسوشيتد برس الاسترالية
- الصحافة الكندية
- إفي
- مجلس اتصالات الصحافة الدولية
- قائمة وكالات الأنباء
- رويترز
- توينتيريبون

## وصلات خارجية
- أسوشيتد برس على موقع IMDb (الإنجليزية)
- أسوشيتد برس على موقع الموسوعة البريطانية (الإنجليزية)
- أسوشيتد برس على موقع روتن توميتوز (الإنجليزية)
- أسوشيتد برس على موقع ميوزك برينز (الإنجليزية)
- الموقع الرسمي
- أرشيف صور أسوشيتد برس
- شبكة أسوشيتد برس